# Anna Bolena
Anna Bolena er en opera af Gaetano Donizetti. Den italienske libretto, der bygger på Anne Boleyns liv, er skrevet af Felice Romani. Uropførelsen fandt sted den 26. december 1830 på Teatro Carcano i Milano.
Duetten "Sul suo capo aggravi un Dio" mellem Anna (sopran) og Jane Seymour (mezzosopran) betragtes som en af de allerfineste operaduetter.
Anna Bolena blev ikke opført regelmæssigt i sidste halvdel af det 19. århundrede eller i begyndelsen af det 20. århundrede, men den opføres hyppigere nu. I april 1957 blev den opført på Teatro alla Scala i Milano med Maria Callas i hovedrollen i en overdådig iscenesættelse af Luchino Visconti. Det blev en af Maria Callas' største triumfer. Joan Sutherland, Leyla Gencer (en), Beverly Sills (en), Montserrat Caballè, Renata Scotto (en) og Edita Gruberová (en) er andre berømte fortolkere af partiet.